# Africa Cup Sevens Femenino 2013
La Africa Sevens Femenino de 2013 fue la quinta edición del principal torneo de rugby 7 femenino de África.

## Fase de grupos

### Grupo A
| Equipo    | Encuentros | Encuentros | Encuentros | Encuentros | Tantos  | Tantos    | Tantos     | Puntos |
| Equipo    | jugados    | ganados    | empatados  | perdidos   | a favor | en contra | diferencia | Puntos |
| --------- | ---------- | ---------- | ---------- | ---------- | ------- | --------- | ---------- | ------ |
| Sudáfrica | 2          | 2          | 0          | 0          | 63      | 0         | +63        | 6      |
| Kenia     | 2          | 1          | 0          | 1          | 29      | 43        | -14        | 4      |
| Senegal   | 2          | 0          | 0          | 2          | 7       | 56        | −49        | 2      |

### Grupo B
| Equipo   | Encuentros | Encuentros | Encuentros | Encuentros | Tantos  | Tantos    | Tantos     | Puntos |
| Equipo   | jugados    | ganados    | empatados  | perdidos   | a favor | en contra | diferencia | Puntos |
| -------- | ---------- | ---------- | ---------- | ---------- | ------- | --------- | ---------- | ------ |
| Túnez    | 2          | 2          | 0          | 0          | 29      | 5         | +24        | 6      |
| Uganda   | 2          | 1          | 0          | 1          | 29      | 12        | +17        | 4      |
| Zimbabue | 2          | 0          | 0          | 2          | 0       | 41        | −41        | 2      |

## Fase Final

### Copa de oro
|  | Semifinales | Semifinales | Semifinales |       |           | Copa      | Copa | Copa |  |
|  |             |             |             |       |           |           |      |      |  |
|  |             |             |             |       |           |           |      |      |  |
|  | Sudáfrica   | Sudáfrica   | 17          |       |           |           |      |      |  |
|  | Sudáfrica   | Sudáfrica   | 17          |       |           |           |      |      |  |
|  | Uganda      | Uganda      | 0           |       |           |           |      |      |  |
|  | Uganda      | Uganda      | 0           |       | Sudáfrica | Sudáfrica | 29   |      |  |
|  |             |             |             |       | Sudáfrica | Sudáfrica | 29   |      |  |
|  |             |             | Túnez       | Túnez | 5         |           |      |      |  |
|  | Túnez       | Túnez       | Túnez       | Túnez | 5         | 15        |      |      |  |
|  | Túnez       | Túnez       |             |       |           | 15        |      |      |  |
|  | Kenia       | Kenia       | 7           |       |           |           |      |      |  |
|  | Kenia       | Kenia       | 7           |       |           |           |      |      |  |
|  |             |             |             |       |           |           |      |      |  |

| Bandera de Sudáfrica |
| Campeón Sudáfrica    |
| Cuarto título        |